# Rotbrust-Sonnenbarsch

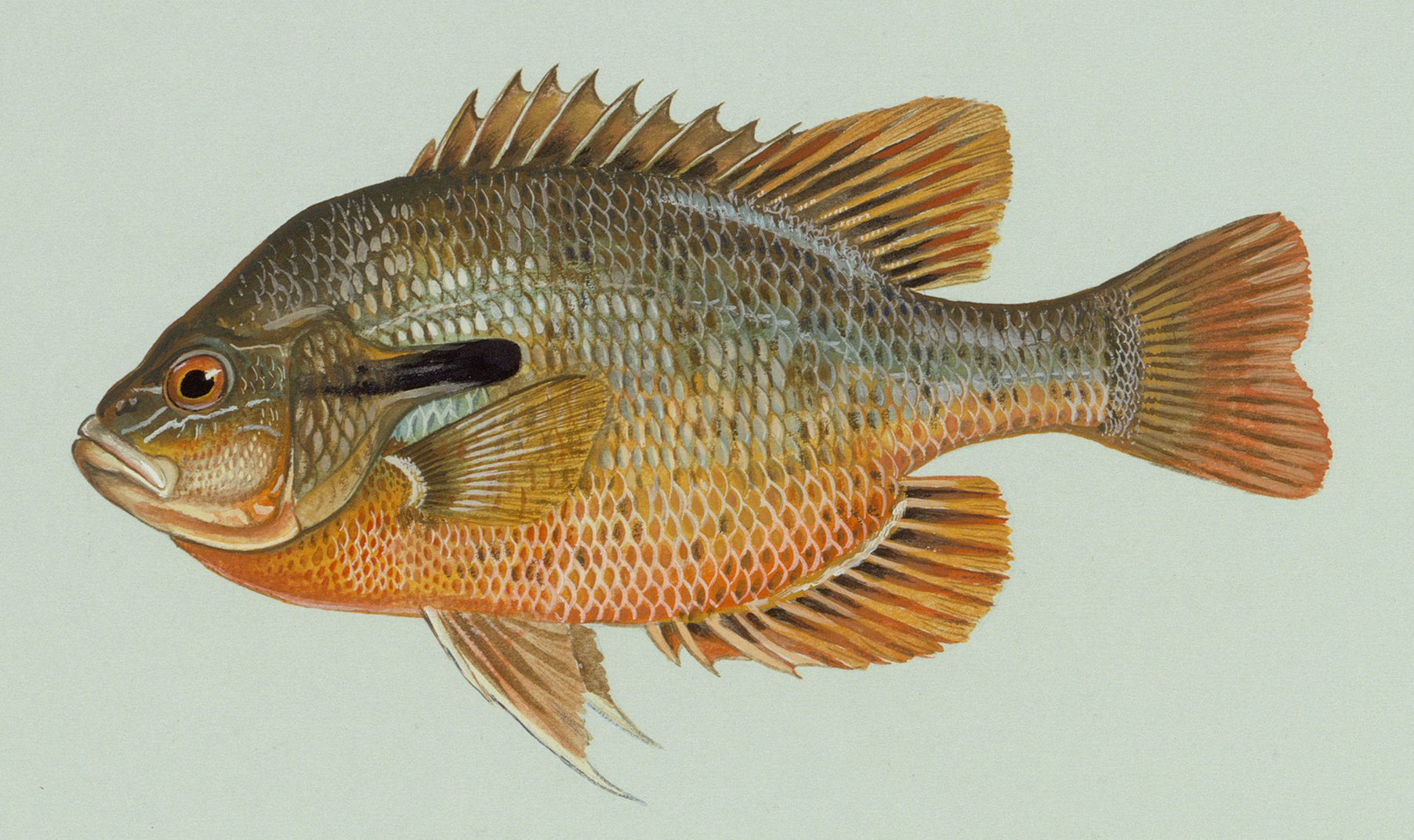
Rotbrust-Sonnenbarsch (Lepomis auritus), Illustration

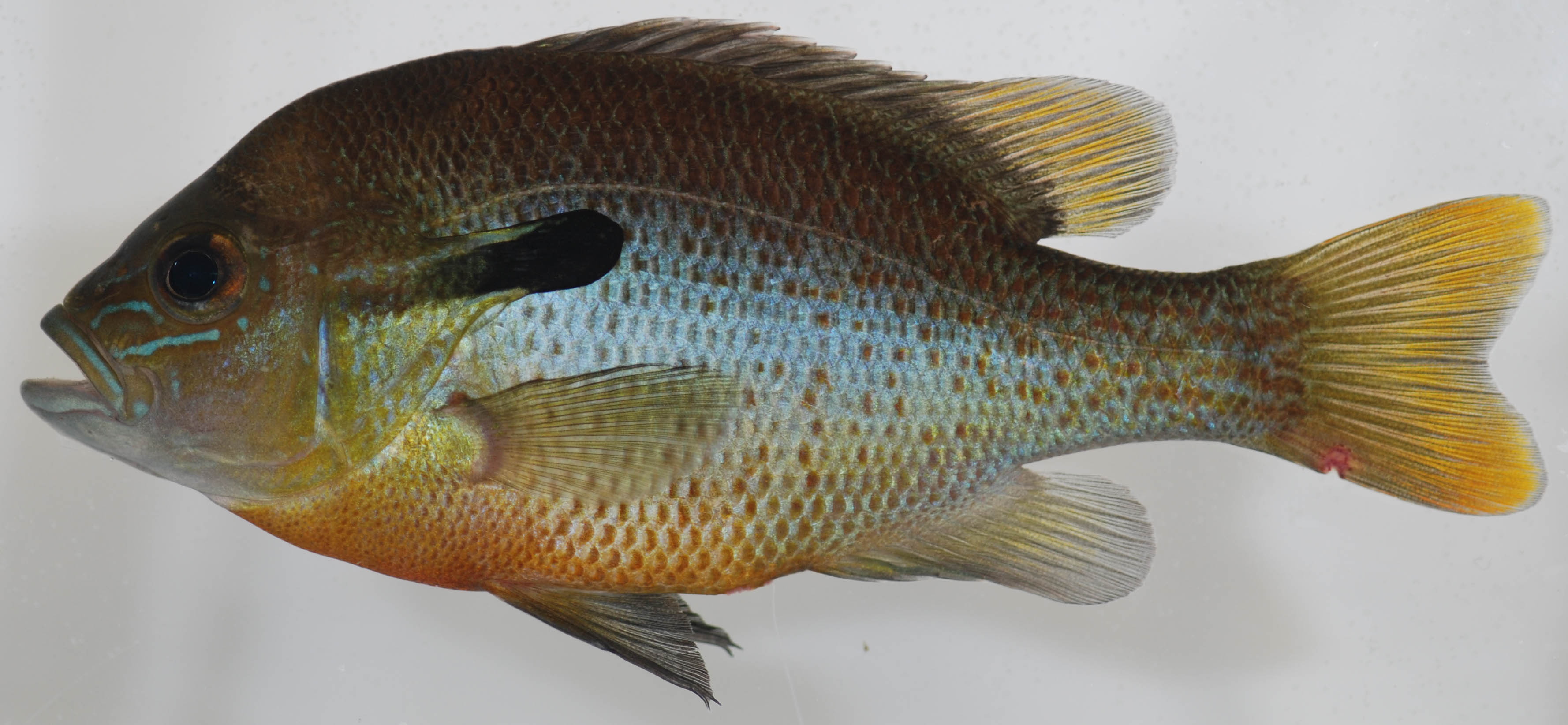
Rotbrust-Sonnenbarsch

Der Rotbrust-Sonnenbarsch (Lepomis auritus), auch Großohriger Sonnenbarsch genannt, ist ein Fisch aus der Familie der Sonnenbarsche (Centrarchidae). Der Name Großohriger Sonnenbarsch wird unter anderem für diese Art (Lepomis auritus) verwendet, primär jedoch für Lepomis megelotis.

## Merkmale
Der Rotbrust-Sonnenbarsch besitzt einen gedrungenen, hohen und seitlich abgeflachten Körperbau. Der recht lange und schmale Fortsatz des Kiemendeckels ist schwarz und besitzt keinen andersfarbigen Rand. Die Körperfärbung ist charakteristisch, bei männlichen Jungtieren die die Geschlechtsreife erreicht haben jedoch mehr ausgeprägt als bei älteren Tieren oder Weibchen. Diese Tiere werden am Rücken olivbraun bis braunviolett, an der Seite sind sie grünlich und grau, danach verläuft der Farbton in eine gelbgrüne Farbmischung. Die Kehle, die Bauchunterseite als auch die Brustflossen sind intensiv orangerot gefärbt. Unterhalb der Augen lassen sich hellblaue Wellenlinien und Tupfen finden. Die Rückenflosse der Tiere wird in zwei unterschiedliche Teile eingeteilt und die Schwanzflosse ist in der Mitte leicht eingekerbt. Die Fische werden zwischen 12 und 15 Zentimeter groß und ca. 700 Gramm schwer.

## Lebensweise
Diese Art ernährt sich primär von Wirbellosen, anderen Fischen und vor allem von Insektenlarven. Aber auch von ausgewachsenen Insekten wie etwa Eintagsfliegen oder Libellen. Sie lässt sich im Süßwasser finden, in steinigen und sandigen Arealen von kleinen bis mittelgroßen Flüssen und am Rand von Seen. Von Juni bis Juli ist die Laichzeit der Fische. Das Weibchen legt in eine flache Mulde, in einem sandigen und/oder feinkiesigen Untergrund, etwa 1000 Eier ab. Gut genährte Weibchen können bis zu 2000 Eier legen, dies geschieht an einer flachen Stelle des Gewässers. Danach verlässt das Weibchen die Mulde mit den Eiern und zieht sich in tiefere Gewässer zurück. Wie bei allen anderen Sonnenbarscharten übernimmt auch das Männchen die Brutpflege. Es bewacht die Eier und die frisch geschlüpften Fischlarven. Die Geschlechtsreife erreichen die Fische bereits im zweiten Lebensjahr.

## Verbreitung
Sein natürliches Verbreitungsgebiet umfasst den Osten der Vereinigten Staaten, von Maine bis Virginia. Er wurde jedoch auch in Teilen Italiens eingeführt.

## Aquaristik
Der Rotbrust-Sonnenbarsch erfreut sich Beliebtheit unter Aquarianern und kann in einem Kaltwasseraquarium oder Gartenteich gehalten werden. Er braucht klares und sauberes Wasser vorzugsweise mit einer leichten Strömung, daher sollte man eine Filteranlage sowie eine Umwälzpumpe beziehungsweise eine Förderpumpe besitzen. Außerdem braucht der Fisch möglichst konstante Wasserwerte, wobei der pH-Wert im Bereich zwischen 7 und 7,5 liegen sollte. Da sich dieser Sonnenbarsch unter anderem von kleinen Fischen ernährt sollte man ihn nicht mit anderen kleineren Fischarten zusammen halten. Des Weiteren sollte man den Fisch in einem Kaltwasseraquarium überwintern und vor Frost schützen.